# Sarydaş Serdar
Sarydaş Serdar (turkm. «Sarydaş» futbol kluby, Serdar) – turkmeński klub piłkarski, mający siedzibę w mieście Serdar na zachodzie kraju.
W 1992 występował w Ýokary Liga.

## Historia
Chronologia nazw:
- 1961: Zwezda Kyzyl-Arvat (ros. «Звезда» Кизыл-Арват)
- 1992: Arkaç Gyzylarbat (ros. «Аркач» Кизыл-Арват)
- 1993: Arkaç Serdar (ros. «Аркач» Сердар)
- 2012: Sarydaş Serdar (ros. «Сарыдаш» Сердар)

Piłkarski klub Zwezda Kyzyl-Arvat został założony w miejscowości Kyzyl-Arvat w 1961 roku. Zespół występował w rozgrywkach amatorskich. W 1961 zdobył Puchar Turkmeńskiej SRR i startował w rozgrywkach Pucharu ZSRR wśród drużyn amatorskich. W 1962 i 1964 powtórzył ten sukces.
W 1992 jako Arkaç Gyzylarbat debiutował w pierwszych niepodległych rozgrywkach Wyższej Ligi Turkmenistanu, w której zajął spadkowe 14. miejsce. W 1993 po zmianie nazwy miasta przyjął nazwę Arkaç Serdar i zajął 8. miejsce w Pierwszej Lidze, a w 1994 zdobył brązowe medale. Potem klub występował w Trzeciej Lidze. W 2012 jako Sarydaş Serdar dotarł do 1/8 finału Pucharu Turkmenistanu.

## Sukcesy

### Trofea międzynarodowe
Nie uczestniczył w rozgrywkach azjatyckich (stan na 31-05-2015).

### Trofea krajowe
Turkmenistan
| \| \| Zdobyte trofea w rozgrywkach Turkmenistanu (stan na: 31-12-2015) \| |                                                                  |      |          |
| Rozgrywki                                                                 | Osiągnięcie                                                      | Razy | Sezon(y) |
| Mistrzostwo                                                               | I miejsce                                                        | 0    |          |
| Mistrzostwo                                                               | II miejsce                                                       | 0    |          |
| Mistrzostwo                                                               | III miejsce                                                      | 0    |          |
| Mistrzostwo                                                               | 14. miejsce                                                      | 1    | 1992     |
| Puchar                                                                    | zdobywca                                                         | 0    |          |
| Puchar                                                                    | finalista                                                        | 0    |          |
| Puchar                                                                    | 1/8 finału                                                       | 1    | 2012     |
| II liga                                                                   | I miejsce                                                        | 0    |          |
| II liga                                                                   | II miejsce                                                       | 0    |          |
| II liga                                                                   | III miejsce                                                      | 1    | 1994     |
| Turkmenistan                                                              | Zdobyte trofea w rozgrywkach Turkmenistanu (stan na: 31-12-2015) |      |          |

ZSRR
- Puchar Turkmeńskiej SRR:
  - zdobywca (3x): 1961, 1962, 1964

## Stadion
Klub rozgrywał swoje mecze domowe na stadionie Sport toplumy w Serdarze, który może pomieścić 1 000 widzów.